# Basketball Bundesliga de 1988–89
A Temporada 1988–89 da Basketball Bundesliga foi a 23.ª edição da principal competição de basquetebol masculino na Alemanha. A equipe do Steiner Bayreuth conquistou seu primeiro título nacional.

## Equipes participantes
| Clube                   | Localização  |
| ----------------------- | ------------ |
| Steiner Bayreuth        | Bayreuth     |
| TSV Bayer 04 Leverkusen | Leverkusen   |
| TTL Bamberg             | Bamberga     |
| Galatasaray Köln        | Colônia      |
| SSV Goldstar Hagen      | Hagen        |
| TSV Hagen 1860          | Hagen        |
| BG Ludwigsburg          | Ludwigsburgo |
| DTV Charlottenburg      | Berlim       |
| SSV/SB Ulm              | Ulm          |
| MTV 1846 Giessen        | Giessen      |
| FC Bayern München       | Munique      |
| SG Braunschweig         | Brunsvique   |

## Classificação Fase Regular

### Temporada Regular
| Pos. | Clube                   | V  | D  | Pts      | Classificação |
| ---- | ----------------------- | -- | -- | -------- | ------------- |
| 1    | Steiner Bayreuth        | 20 | 2  | 40:4     | Playoffs      |
| 2    | DTV Charlottenburg      | 19 | 3  | 38:6     | Playoffs      |
| 3    | TSV Bayer 04 Leverkusen | 17 | 5  | 34:10:00 | Playoffs      |
| 4    | TTL Bamberg             | 15 | 7  | 30:14:00 | Playoffs      |
| 5    | BSC Saturn Köln         | 13 | 9  | 26:18:00 | Playoffs      |
| 6    | BG Ludwigsburg          | 11 | 11 | 22:22:00 | Playoffs      |
| 7    | SSV Goldstar Hagen      | 10 | 12 | 20:24:00 | Playoffs      |
| 8    | MTV 1846 Giessen        | 8  | 14 | 16:28:00 | Playoffs      |
| 9    | TSV Hagen 1860          | 7  | 15 | 14:30:00 | Playouts      |
| 10   | SSV/SB Ulm              | 7  | 15 | 14:30    | Playouts      |
| 11   | FC Bayern München       | 5  | 17 | 10:34    | Playouts      |
| 12   | SG Braunschweig         | 0  | 22 | 00:44    | Playouts      |

### Playoffs
|  | Quartas-de-final | Quartas-de-final        | Quartas-de-final        |                         |             | Semi-finais        | Semi-finais                  | Semi-finais                  |                              |  | Disputa da medalha de ouro | Disputa da medalha de ouro | Disputa da medalha de ouro |
|  |                  |                         |                         |                         |             |                    |                              |                              |                              |  |                            |                            |                            |
|  | 1                | Steiner Bayreuth        | 2                       |                         |             |                    |                              |                              |                              |  |                            |                            |                            |
|  | 8                | MTV 1846 Giessen        | 0                       |                         |             |                    |                              |                              |                              |  |                            |                            |                            |
|  | 8                | MTV 1846 Giessen        | 0                       |                         | 1           | Steiner Bayreuth   | 3                            |                              |                              |  |                            |                            |                            |
|  |                  |                         |                         |                         | 1           | Steiner Bayreuth   | 3                            |                              |                              |  |                            |                            |                            |
|  |                  | 5                       | BSC Saturn Köln         | 0                       |             |                    |                              |                              |                              |  |                            |                            |                            |
|  | 4                | 5                       | BSC Saturn Köln         | 0                       | TTL Bamberg | 0                  |                              |                              |                              |  |                            |                            |                            |
|  | 4                |                         |                         |                         | TTL Bamberg | 0                  |                              |                              |                              |  |                            |                            |                            |
|  | 5                | BSC Saturn Köln         | 2                       |                         |             |                    |                              |                              |                              |  |                            |                            |                            |
|  |                  |                         |                         |                         |             |                    |                              |                              |                              |  | 1                          | Steiner Bayreuth           | 3                          |
|  |                  |                         | 3                       | TSV Bayer 04 Leverkusen | 2           |                    |                              |                              |                              |  |                            |                            |                            |
|  | 2                | DTV Charlottenburg      | 2                       |                         |             |                    |                              |                              |                              |  |                            |                            |                            |
|  | 7                | SSV Goldstar Hagen      | 0                       |                         |             |                    |                              |                              |                              |  |                            |                            |                            |
|  | 7                | SSV Goldstar Hagen      | 0                       |                         | 2           | DTV Charlottenburg | 0                            |                              |                              |  |                            |                            |                            |
|  |                  |                         |                         |                         | 2           | DTV Charlottenburg | 0                            |                              |                              |  |                            |                            |                            |
|  |                  | 3                       | TSV Bayer 04 Leverkusen | 3                       |             |                    | Disputa da medalha de bronze | Disputa da medalha de bronze | Disputa da medalha de bronze |  |                            |                            |                            |
|  | 3                | TSV Bayer 04 Leverkusen | 2                       |                         |             |                    | 5                            | BSC Saturn Köln              | 0                            |  |                            |                            |                            |
|  | 6                | BG Ludwigsburg          | 0                       |                         |             |                    |                              |                              |                              |  | 2                          | DTV Charlottenburg         | 3                          |

## Campeões da Basketball Bundesliga (BBL) 1988–89
| Campeões da BBL 1988–89     |
| --------------------------- |
| Steiner Bayreuth 1.º título |

## Clubes alemães em competições europeias
| Clube                   | Competição         | Resultado                                                     |
| ----------------------- | ------------------ | ------------------------------------------------------------- |
| Saturn Köln             | Copa dos Campeões  | Eliminado nas Oitavas de finais por Nashua EBBC (87-90;73-86) |
| DTV Charlottenburg      | Copa Korać         | Eliminado na Ronda dos 32 por Stroitel Kyiv (93-106;85-82)    |
| TTL Bamberg             | Copa Korać         | Eliminado na Ronda dos 32 por RAM Joventut (73-94;79-83)      |
| TSV Bayer 04 Leverkusen | Copa Korać         | Eliminado na Primeira Fase por Racing Paris (80-83;89-86)     |
| Steiner Bayreuth        | FIBA Copa Europeia | Eliminado na Fase de Grupos como 3º no Gr.B (2v - 4d)         |